# Metropolia Bamenda
Metropolia Bamenda − jedna z 5 metropolii obrządku łacińskiego w kameruńskim Kościele katolickim ustanowiona 18 marca 1982.

## Diecezje wchodzące w skład metropolii
1. Archidiecezja Bamenda
2. Diecezja Buéa
3. Diecezja Kumba
4. Diecezja Kumbo
5. Diecezja Mamfe

## Biskupi metropolii
- Metropolita: Ks. Abp Andrew Nkea Fuanya (od 2020) (Bamenda)
- Sufragan: Ks. Bp Michael Miabesue Bibi (od 2021) (Buéa)
- Sufragan: Ks. Bp Agapitus Enuyehnyoh Nfon (od 2016) (Kumba)
- Sufragan: Ks. Bp George Nkuo (od 2006) (Kumbo)
- Sufragan: Ks. Bp Aloysius Fondong Abangalo (od 2022) (Mamfe)